# Chinesische Kopfeibe
Die Chinesische Kopfeibe (Cephalotaxus sinensis) ist eine Pflanzenart aus der Familie der Kopfeibengewächse (Cephalotaxaceae). Sie ist in Ost-China sowie auf Taiwan heimisch.

## Beschreibung

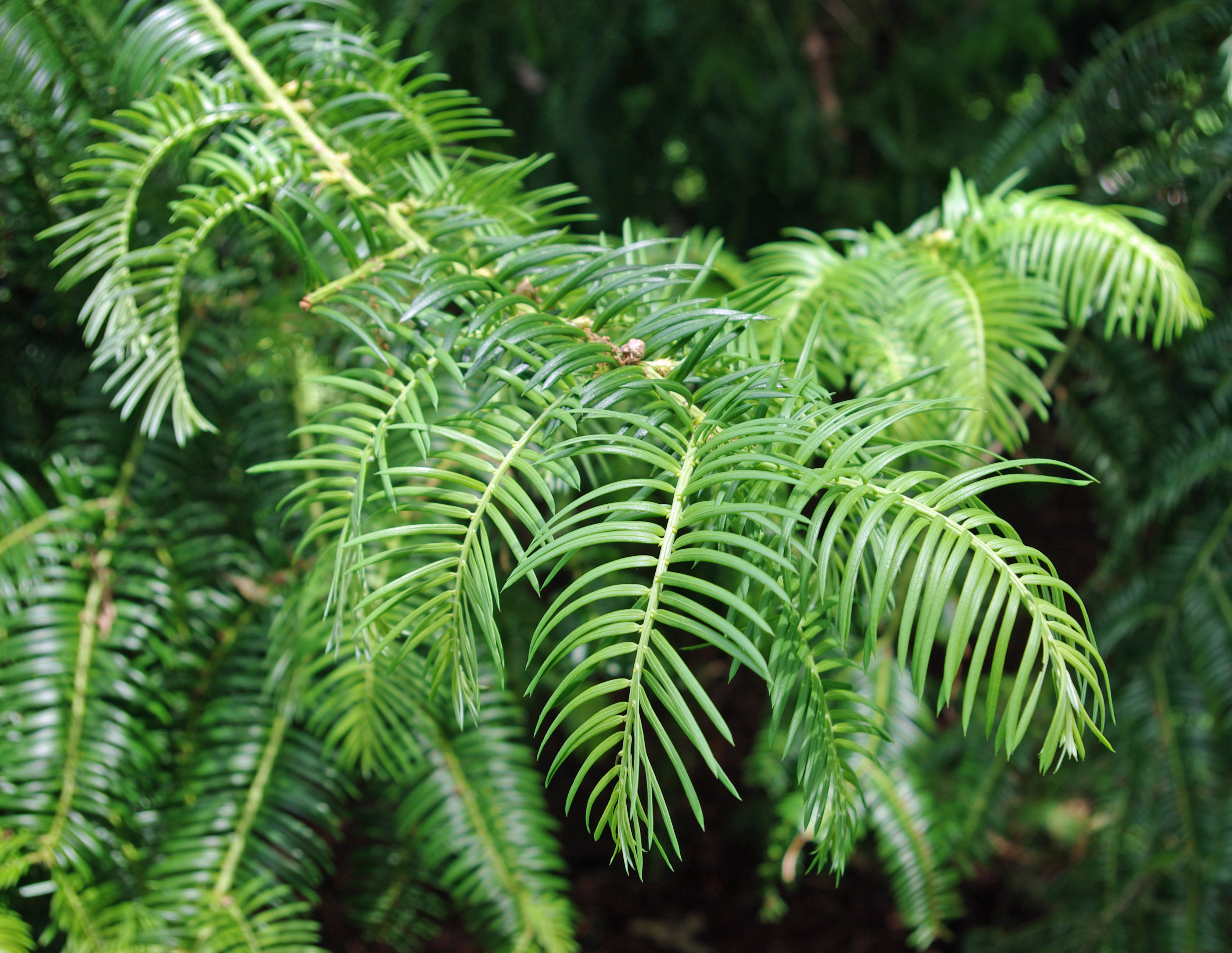
Nadeln

Die Chinesische Kopfeibe wächst als immergrüner Strauch oder kleiner Baum der Wuchshöhen von 12 bis 15 Meter und Brusthöhendurchmesser von bis zu 120 Zentimeter erreichen kann. Die Zweige sind im Querschnitt eiförmig bis rechteckig geformt. Der Stamm weist eine rote, graue oder graubraune Borke auf.
Die weichen aber ledrigen Nadeln sind bei einer Länge von 1 bis 7 Zentimeter und einer Breite von 2 bis 4 Millimetern gerade bis lanzettlich geformt. Sie stehen an einem bis zu 2,5 Millimeter langen Stiel und gehen mehr oder weniger gerade von den Ästen ab. Die Basis der Nadeln ist keilförmig bis abgerundet keilförmig während die Spitze spitz zulaufend ist. Die Nadeloberseite ist grün gefärbt und an der Nadelunterseite findet man 12 bis 18 weiße, sehr selten grüne Stomatareihen.
Die Blütezeit der Art erstreckt sich von März bis Juni und die Samen reifen von Juni bis November. Die rosa-braunen männlichen Blütenzapfen sind bei einem Durchmesser von 4 bis 7 Millimetern kugelig geformt und stehen an einem rund 3 Millimeter langen Stiel. Sie stehen in Gruppen von sechs bis sieben und enthalten je vier bis elf Mikrosporophylle mit zwei bis vier Pollensäcken. Die gräulich gefärbten, weiblichen Zapfen haben einen 3 bis 8 Millimeter langen Stiel und stehen einzeln oder in Gruppen von zwei bis acht zusammen. Sie sind von einem 1,6 bis 2,5 Zentimeter langen und 0,8 bis 1,6 Zentimeter breiten Samenmantel (Arillus) umgeben, der zur Reife hin rot oder rötlich purpur gefärbt ist. Auf seiner Oberfläche findet man sechs, deutlich ausgeprägte Längsgrate. Die ovalen bis elliptischen Samenkörner werden 1,8 bis 2,5 Zentimeter lang und 0,9 bis 1,2 Zentimeter dick.

## Verbreitung und Standort
Das natürliche Verbreitungsgebiet der Chinesischen Kopfeibe liegt im Osten Chinas sowie im Zentrum und Norden der Insel Taiwan. In China umfasst es dabei die Provinzen Süd-Anhui, Fujian, Süd-Gansu, Südwest-Guangdong, Guangxi, Nordost-Guizhou, Henan, Hubei, Hunan, Süd-Jiangsu, Jiangxi, Süd-Shaanxi, Sichuan, Südost-Yunnan und Zhejiang. In der Provinz Shandong wurde die Art zu Kultivierungszwecken angebaut.
Die Chinesische Kopfeibe gedeiht in Höhenlagen von 600 bis 3200 Metern. Sie wächst dort in Misch- und Nadelwäldern sowie in Dickichten. Es werden Böden besiedelt, die sich auf Granit, Kalkstein oder Sandstein gebildet haben.

## Nutzung

Strukturformel von (−)-Homoharringtonin – ein Alkaloid der Chinesischen Kopfeibe.

Das Holz der Unterart sinensis wird unter anderem zur Herstellung von Möbeln und Werkzeugen verwendet. Weiters wird die Art auch als Zierpflanze angebaut.
Die Äste, Wurzeln und Samen enthalten eine Vielzahl an Alkaloiden die zur Bekämpfung von Leukämie und Lymphomen eingesetzt werden.

## Systematik
Die Erstbeschreibung als Cephalotaxus drupacea var. sinensis erfolgte 1914 durch Alfred Rehder und Ernest Henry Wilson  in Plantae Wilsonianae, 2(1), S. 3-4. 1954 beschrieb Hui Lin Li sie in Lloydia, 16, S. 162 als eigene Art Cephalotaxus sinensis. Ein weiters Synonym für Cephalotaxus sinensis (Rehder & E.H.Wilson) H.L. Li ist Cephalotaxus harringtonia var. sinensis (Rehder & E.H.Wilson) Rehder.

### Unterarten
Die Chinesische Kopfeibe wird in bis zu vier Unterarten unterteilt:
- Cephalotaxus sinensis subsp. hainanensis (H.L. Li) Silba. Ein Synonym ist Cephalotaxus hainanensis H.L. Li
- Cephalotaxus sinensis subsp. latifolia (W.C. Cheng & L.K. Fu) Silba. Kommt in den chinesischen Provinzen Fujian, Guangdong, Guangxi, Guizhou, Hubei, Jiangxi und Sichuan vor. Ein Synonym ist Cephalotaxus latifolia W.C. Cheng & L.K. Fu
- Cephalotaxus sinensis subsp. sinensis ist die Nominatform
- Cephalotaxus sinensis subsp. wilsoniana (Hayata) Silba. Kommt auf Taiwan vor. Ein Synonym ist Cephalotaxus wilsoniana Hayata. Molekularbiologische Untersuchungen zeigten jedoch das die Unterart nahe mit Cephalotaxus harringtonia verwandt ist und wahrscheinlich als eine Varietät dieser Art angesehen werden kann.[5]

Diese Unterarten sind jedoch nicht allgemein anerkannt. So kennt die  Flora of China nur die beiden Varietäten sinensis und wilsonia und führt latifolia als eigenständige Art. Farjon nimmt keine weitere Unterteilung der Art vor und führt Cephalotaxus latifolia und Cephalotaxus hainanensis als eigene Arten.

## Gefährdung und Schutz
Die Chinesische Kopfeibe wird in der Roten Liste der IUCN als „nicht gefährdet“ geführt. Es wird jedoch darauf hingewiesen das eine erneute Überprüfung der Gefährdung notwendig ist.